# جون ميدينا (لاعب كرة قدم)
جون ميدينا (بالإسبانية: John Medina)‏ هو لاعب كرة قدم فنزويلي، ولد في 9 سبتمبر 1968 في زوليا في فنزويلا. شارك مع منتخب فنزويلا لكرة القدم.